# Raça e História
Raça e História (no original em francês, Race et histoire) é um ensaio de antropologia escrito pelo antropólogo, etnólogo e filósofo francês Claude Lévi-Strauss, publicado em 1952 na França, pela Unesco.
Em 1952 Lévi-Strauss já era conhecido nos meios acadêmicos. Mas foi com Raça e história e Tristes Trópicos que suas idéias alcançaram um público bem mais amplo, lançando-o a condição de um dos mais importantes pensadores do século XX. O antropólogo francês havia sido nomeado então secretário-geral do Conselho Internacional de Ciências Sociais da Unesco, o braço cultural da ONU, com sede em Paris.
Raça e História, comissionado pela Unesco, era parte de uma coleção cujo objetivo era combater o racismo no plano das idéias. Um verdadeiro panfleto anti-racista e um manifesto relativista, o texto apresentava ao público em geral noções do que era professado há tempos nos círculos profissionais antropológicos, mas que era pouco conhecido além da academia.
O principal alvo de Lévi-Strauss era a noção de evolução cultural, que sobreviveu no senso comum como a forma por natureza de se entender a história da humanidade. Esta perspectiva apresentava a ideia de uma evolução dos primitivos bandos de caçadores-coletores, através das mais sofisticadas culturas agrícolas que surgiram a partir do neolítico, aos impérios da antiguidade, culminando na civilização europeia.
A noção de que as culturas humanas deveriam ser vistas sob uma perspectiva evolutiva datam do século XVIII. Filósofos franceses como Turgot e Condorcet apresentavam a história como um progresso linear que partia da ignorância, superstição, medo e violência dos humanos primitivos para chegar a racionalidade, a ciência e, finalmente, ao estado-nação e suas instituições modernas. 
Na segunda metade do século XIX a noção de evolução cultural se tornou modelo, estimulada, desta vez, pelo desenvolvimento da biologia darwinista. Como nota Lévi-Strauss, o evolucionismo cultural é anterior à publicação de A origem das espécies, de Darwin. Mas o paradigma darwiniano viria a exercer uma poderosa influência no pensamento antropológico: a noção de que a história e as culturas poderiam ser explicadas pelo mesmo esquema de uma mudança evolutiva. 
Segundo este modelo os pensadores europeus do século XIX podiam organizar e classificar a grande quantidade de dados sobre as sociedades humanas fornecidos pela expansão colonial e por escavações arqueológicas no Oriente Médio e na própria Europa. Seguindo este princípio as sociedades poderiam ser dispostas em sequência, de acordo com a cultura moral e material. Os artefatos materiais e utensílios poderiam ser comparados, colocando as sociedades numa mesma escala. Outras culturas poderiam ser tratadas como relíquias de um passado distante. Situar uma cultura na escala evolutiva seria, segundo esta visão, o objetivo maior da antropologia.
Difícil imaginar abordagem mais contrária a orientação pessoal de Lévi-Strauss. Além de altamente conjectural, esta versão era apenas um truque de perspectiva, argumentava Lévi-Straus. Produto de uma visão distorcida pelo etnocentrismo, que negava a o valor da diversidade cultural e o desafio causado pela necessidade de compreender um modo de viver e pensar diferente daquele do homem ocidental. 
Lévi-Strauss não partiu do zero, evidentemente. Desde o final do século XIX muitos antropólogos já haviam feito reservas ao modelo evolucionista, principalmente à ilusão da equiparação dos grupos primitivos que ainda sobrevivem aos primitivos antepassados do homem moderno. Como os próprios europeus se colocavam no lugar da superioridade evolutiva, todo o paradigma era um puro exercício de etnocentrismo. Como notou o historiador Robert Lowe, uma ferramenta talvez faça um trabalho melhor que a outra. Mas o raciocínio se torna absurdo quando se tenta aplicá-lo no plano da arte, dos costumes, das crenças religiosas ou das relações de parentesco.
Portanto, nas primeiras décadas do século XX um abismo se abriu entre o senso comum e o conhecimento dos antropólogos. O pensamento evolucionista tinha perdido toda credibilidade na antropologia, mas sus simplicidade os mantinha vivos na imaginação popular. 
Este é o contexto no qual apareceu Raça e história. Lévi-Strauss começa com um violento ataque ao evolucionismo, que se alimentava do prestígio do darwinismo nas chamadas ciências da vida. Depois, ele rejeita a ideia de que todas as culturas passam por estágios discretos e homogêneos. Mesmo a tecnologia não se desenvolve por meio de uma sucessão de etapas homogêneas. Segundo ele, não há uma orientação única para o desenvolvimento cultural. 
Este relativismo permitiu a Lévi-Strauss criticar não só o pensamento evolutivo mal elaborado do século XIX mas também versões mais sofisticadas de neoevolucionistas como o antropólogo americano Leslie White. Este havia tentado restabelecer o evolucionismo isento de juízos de valor estabelecendo uma linha de progresso a partir de critérios mais objetivos, como a capacidade de utilizar e armazenar energia. Lévi-Strauss aceita a possibilidade de em tese colocarmos as sociedades em uma sequência deste tipo, mas adverte que ainda está se usando uma das obsessões da nossa civilização — a energia — para julgar outras sociedades, para as quais este não é um valor importante.
O texto de Lévi-Strauss despertou enorme polêmica, numa época em que o relativismo cultural, que hoje parece ser o paradigma dominante, ainda não estava bem estabelecido.